# Evangelium vitae
Evangelium vitae (česky Radostná zvěst života) je encyklika slavnostně vyhlášená papežem Janem Pavlem II. 25. března 1995.
Encyklika shrnuje a definuje postoj katolické církve k ceně, důstojnosti a ochraně lidského života. Ostře odsuzuje interrupci, euthanasii a nemorální nakládání s embryi a klasifikuje katolické morální učení v těchto otázkách jako neomylné a neměnné. Encyklika zcela jasně zakazuje věřícím zjevnou participaci na takovémto konání a zároveň deklaruje právo uplatnění výhrady svědomí v těchto otázkách jakožto základní lidské právo.
Encyklika též odsuzuje umělou antikoncepci a umělé oplodnění.